# Grégoire Taronitès
Grégoire Taronitès (en grec : Γρηγόριος Ταρωνίτης), est un prince arménien de Taron, qui passe au service de l'Empire byzantin et détient plusieurs postes importants de gouverneur et de commandement sous l'empereur Basile II. Il est tué par les Bulgares lors de la bataille de Thessalonique en 995.

## Biographie
Grégoire est le fils d'Achot III, le prince de la région de Taron au sud de l'Arménie. À la mort d'Achot en 968, Grégoire et son fils Bagrat (Pankratios en grec) cèdent la principauté de Taron à l'Empire byzantin en échange de l'obtention de vastes terres au sein de l'Empire et du titre de patrice.
Les deux frères sont engagés dans les guerres civiles byzantines qui agitent le début du règne de Basile II et la puissante aristocratie militaire de l'Asie Mineure, dirigée par Bardas Phocas le Jeune et Bardas Sklèros. Dans un premier temps, ils soutiennent ce dernier mais ne tardent guère à se mettre du côté de l'empereur. Selon Yahyā d'Antioche, en 988-989, Grégoire désormais magistros est envoyé recruter une armée à Trébizonde avant de la conduire au cœur du territoire de Bardas Sklèros autour de la frontière de l'Euphrate. C'est alors qu'il se dirige vers cette région qu'il est vaincu par les Ibères dirigés par David III et qui soutiennent Bardas Sklèros,.
Après sa victoire contre les révoltes des aristocrates, Basile II se tourne vers les Balkans où Samuel Ier de Bulgarie menace les territoires byzantins. En 991, il conduit une campagne en Macédoine et s'empare de la forteresse de Béroia avant de revenir à Constantinople. L'empereur laisse Grégoire Taronitès à la tête de l'armée des Balkans avec pour mission d'arrêter les raids de Samuel,. Il est alors nommé doux et fait de Thessalonique son siège de commandement. En revanche, il est difficile de savoir si le titre de doux implique simplement un commandement militaire sur les troupes laissées sous sa direction par l'empereur ou si, comme le titre est généralement entendu, il inclut aussi le poste de gouverneur du thème de Thessalonique, qui est généralement détenu par un stratège,.
Quelque temps après cette nomination, Grégoire Taronitès est tué par les Bulgares dans une embuscade. En effet, une troupe de pilleurs approchant de Thessalonique, Grégoire envoie à leur rencontre son fils Achot avec l'avant-garde pour reconnaître la situation. Achot, très téméraire, engage le combat avec les Bulgares et les repousse mais il est en fait entraîné dans une embuscade et encerclé avec ses hommes. Son père qui le suit avec la principale force byzantine se précipite à son secours mais il est tué. La date exacte de cet événement est inconnue. La chronologie du récit de Jean Skylitzès semble le situer en 996 tandis que des sources arméniennes citent la date de 991. Les recherchent modernes estiment qu'il a dû avoir lieu au plus tard au milieu de l'année 995 car Jean Chaldos est attesté comme doux de Thessalonique plus tard dans la même année.

## Famille
Avec son frère, Grégoire est le fondateur de la famille noble des Taronitès, qui reste l'une des principales familles de l'Empire byzantin jusqu'à la fin du XIIe siècle. Achot, appelé Michel, le fils de Grégoire et de Hélène, fille de Michel et petite-fille de Christophe Lécapène et Sophie, est fait prisonnier par les Bulgares mais il est finalement marié à Miroslava, une fille de Samuel, et devient gouverneur de Dyrrachium qu'il ne tarde pas à rétrocéder aux Byzantins. Grégoire a au moins un autre enfant, Irène, qui est mariée à un membre d'une autre branche de la lignée de Taron, Romain Taronitès. Selon d'autres, il avait une autre fille, Agathe, femme de Constantin Sklèros. Ashot Taronitès et Miroslava étaient les parents d'un autre Grégoire Taronitès, patrice et magistre qui s'était rebellé et fut exécuté en 1040, et celui-ci le père de Michel Tarônitès.